# Aklanon
L'aklanon o inakeanon és una llengua asiàtica que es parla a la província d'Aklan, a l'illa de Panay; a l'arxipèlag de les Visayas, una regió de les Filipines. Forma part del conjunt de llengües de les Visayas, (amb les que comparteix molts trets), les quals provenen de la família lingüística austronèsia. El 2000 es van comptar amb 435.000 parlants filipins i en total amb els altres països 458.600.

## Fonologia
Aquesta llengua té 21 fonemes. Té 16 consonants i 6 vocals. Entre aquests fonemes destaca l'ús de la 'l' quan s'hauria d'utilitzar la 'r', i també el fonema [ɤ] com a part de diftongs. Una vocal que s'acostuma a escriure amb la lletra E.

### Vocals
|                | Anterior       | Posterior   | Posterior |
| no arrodonides | no arrodonides | arrodonides |           |
| -------------- | -------------- | ----------- | --------- |
| Tancada        | i              |             | u         |
| Semitancada    |                | ɤ           | o         |
| Semioberta     | ɛ              |             |           |
| Oberta         | a              |             |           |

## Nombres
| Nombre | Akeanon/Malaynon | Hiligaynon  | Tagalog | Català |
| ------ | ---------------- | ----------- | ------- | ------ |
| 1      | Isaea            | Isá         | Isa     | Un     |
| 2      | Daywa            | Duhá        | Dalawa  | Dos    |
| 3      | Tatlo            | Tátlo       | Tatlo   | Tres   |
| 4      | Ap-at            | Ápat        | Apat    | Quatre |
| 5      | Li-má            | Limá        | Lima    | Cinc   |
| 6      | An-om            | Ánum        | Anim    | Sis    |
| 7      | Pitó             | Pitó        | Pito    | Set    |
| 8      | Waeo/Walo        | Waló        | Walo    | Vuit   |
| 9      | Siyám            | Siyám       | Siyam   | Nou    |
| 10     | Púeo/Pulo        | Pulò/Napulò | Sampu   | Deu    |